# Engel aus Eisen
Engel aus Eisen è un film del 1981 diretto da Thomas Brasch.